# The Truman Show
The Truman Show là một bộ phim điện ảnh chính kịch hài tâm lý của Mỹ ra mắt năm 1998, do Andrew Niccol viết kịch bản kiêm đồng sản xuất và đạo diễn bởi Peter Weir. Phim kể về Truman Burbank (do Jim Carrey thủ vai) - một người đàn ông không hề hay biết rằng mình đang sống trọn cuộc đời trong một trường quay khổng lồ, nơi mọi khoảnh khắc của anh được quay phim và phát sóng như một chương trình truyền hình thực tế thu hút lượng khán giả quốc tế khổng lồ. Tất cả bạn bè, gia đình và cư dân quanh anh đều là diễn viên được trả lương để duy trì ảo giác, nhằm giữ Truman không nhận ra thế giới giả tạo mà anh đang sống.
Dàn diễn viên phụ trong phim bao gồm Laura Linney, Ed Harris, Noah Emmerich, Natascha McElhone, Holland Taylor, Paul Giamatti và Brian Delate.
Kịch bản đặc tả gốc của Niccol mang đậm chất giật gân khoa học viễn tưởng, lấy bối cảnh tại thành phố New York. Nhà sản xuất Scott Rudin đã mua lại kịch bản và triển khai dự án tại Paramount Pictures. Ban đầu đạo diễn Brian De Palma được lựa chọn trước khi Weir ký hợp đồng, với kinh phí sản xuất 60 triệu đô la Mỹ (USD) - thấp hơn 20 triệu so với dự toán ban đầu. Niccol chỉnh sửa kịch bản trong khi đoàn phim chờ Carrey ký hợp đồng. Phần lớn cảnh quay diễn ra tại Seaside, Florida - một khu đô thị được quy hoạch bài bản ở vùng Florida Panhandle.
The Truman Show có buổi công chiếu toàn cầu tại Los Angeles vào ngày 1 tháng 6 năm 1998 và ra mắt Bắc Mỹ vào ngày 5 tháng 6. Phim thành công về mặt thương mại với doanh thu 264 triệu USD toàn cầu, nhận được sự đánh giá cao từ giới phê bình và nhận nhiều đề cử tại giải Oscar lần thứ 71, giải Quả cầu vàng lần thứ 56, giải BAFTA lần thứ 52 và giải Sao Thổ lần thứ 25. Tác phẩm được phân tích như một khám phá về hiện thực mô phỏng (simulated reality), chủ nghĩa hiện sinh, giám sát, siêu triết học (metaphilosophy), sự riêng tư và truyền hình thực tế, đồng thời được miêu tả là một tác phẩm pha trộn thể loại, kết hợp yếu tố phản địa đàng, siêu hư cấu, chính kịch tâm lý, hài kịch lãng mạn, châm biếm và khoa học viễn tưởng xã hội.

## Cốt truyện
Nhờ được chọn ngay từ khi lọt lòng và chính thức nhận làm con nuôi bởi một hãng truyền hình sau một ca mang thai ngoài ý muốn, Truman Burbank trở thành ngôi sao (mà bản thân không hề hay biết) của The Truman Show - một chương trình truyền hình thực tế được quay phim và phát sóng liên tục 24/7 khắp thế giới thông qua các camera ẩn.
Đảo Seahaven (quê hương của Truman) thực chất là một trường quay khổng lồ ở Los Angeles, cho phép Christof (người sáng tạo kiêm giám đốc sản xuất chương trình) kiểm soát hầu hết mọi khía cạnh trong cuộc đời anh. Thế giới của Truman được tạo dựng bởi các diễn viên và ê-kíp làm phim đóng giả cộng đồng xung quanh, đồng thời ngăn anh khám phá sự thật. Để Truman không trốn thoát, Christof dàn dựng nhiều tình huống như cái chết của cha Truman trong một vụ tai nạn thuyền nhằm gieo rắc nỗi sợ biển cả, đồng thời ra lệnh cho dàn diễn viên củng cố nỗi ám ảnh của anh bằng những thông điệp về hiểm nguy khi du lịch và giá trị của việc an cư.
Dù nhà sản xuất định hướng Truman yêu và cưới một phụ nữ tên Meryl, anh lại phải lòng Sylvia - một diễn viên quần chúng. Vì thương cảm hoàn cảnh của Truman, cô cố gắng tiết lộ sự thật nhưng bị sa thải và đuổi khỏi trường quay. Truman kết hôn với Meryl, nhưng cuộc hôn nhân của họ gượng gạo và vô hồn. Anh luôn mơ về cuộc sống bên Sylvia và khao khát đến Fiji - nơi anh được bảo rằng cô đã chuyển đến. Trong khi đó, ở thế giới thực, Sylvia tham gia nhóm hoạt động "Free Truman" (Giải phóng Truman) nhằm đấu tranh đòi tự do cho anh.
Khi chương trình sắp kỷ niệm 30 năm phát sóng, Truman bắt đầu nhận thấy những sự kiện kỳ lạ: một chiếc đèn rơi từ trên trời xuống, cơn mưa chỉ trút xuống mỗi khu vực anh đứng, sóng radio mô tả chính xác cử động của anh và sự xuất hiện trở lại của người cha - người nhanh chóng bị ê-kíp đưa đi trước khi Truman kịp đối chất. Sau khi nhận ra thành phố dường như xoay quanh mình, Truman bắt đầu nghi ngờ cuộc sống của chính mình và tìm đến những người thân thiết nhất để giải mã bí ẩn.
Những nghi ngờ của Truman đạt đến đỉnh điểm khi anh quyết định trốn khỏi hòn đảo, nhưng càng cố gắng, anh càng vấp phải những sự cố khó tin nhằm chặn đường. Cuối cùng, anh bị bắt và đưa về nhà với một lý do hết sức gượng ép. Tại đây, Truman đối mặt với Meryl và chất vấn về tính chân thật trong cuộc hôn nhân của họ. Khi anh giữ cô lại như con tin, Meryl bất ngờ phá vỡ vai diễn, kêu cứu và ngay lập tức bị đưa khỏi chương trình.
Với hy vọng đưa Truman trở lại trạng thái dễ kiểm soát, Christof đưa cha của Truman trở lại chương trình với lý do ông bị mất trí nhớ sau vụ tai nạn năm xưa. Chương trình lấy lại được rating và Truman dường như quay về nhịp sống thường ngày. Tuy nhiên, một đêm nọ, Christof phát hiện Truman bắt đầu ngủ dưới tầng hầm. Lo lắng trước sự thay đổi này, Christof cử Marlon - người bạn thân nhất của Truman - đến thăm và kinh ngạc phát hiện Truman đã biến mất thông qua một đường hầm tự đào. Christof buộc phải ngừng phát sóng lần đầu tiên trong lịch sử, khiến lượng người xem đạt kỷ lục.
Truman bị phát hiện đang chèo thuyền rời khỏi Seahaven, vượt qua nỗi sợ biển cả của bản thân. Christof cho phát sóng trở lại và tạo ra một cơn bão dữ dội nhằm nhấn chìm con thuyền. Truman suýt chết đuối nhưng vẫn kiên trì chèo cho đến khi thuyền đâm vào bức tường của trường quay. Tại đây, anh phát hiện một cầu thang dẫn đến cửa thoát hiểm. Đang lúc anh do dự có nên bước ra hay không, Christof lên tiếng với Truman, tiết lộ sự thật về chương trình và khuyên anh ở lại bằng câu nói: "Thế giới bên ngoài cũng chẳng chân thật gì hơn thế giới nhân tạo của cậu đâu." Truman đáp lại bằng câu nói quen thuộc: "Nhỡ đâu ta không gặp lại nhau, chúc các bạn buổi chiều tốt lành, buổi tối vui vẻ và ngủ ngon" - rồi cúi chào khán giả và bước ra ngoài. Khán giả toàn cầu reo mừng trước sự tự do của Truman, còn Sylvia vội vã chạy đến đón anh. Nhà sản xuất kết thúc chương trình bằng cảnh cánh cửa mở toang, bỏ lại Christof trong tuyệt vọng. Sau khi chương trình kết thúc, khán giả của Truman lại tiếp tục tìm kiếm một chương trình khác để xem.

## Diễn viên
- Jim Carrey trong vai Truman Burbank
- Laura Linney trong vai Hannah Gill (Meryl/vợ của Truman)
- Ed Harris trong vai Christof - người sáng tạo và đạo diễn chương trình giả tưởng mà Truman đang sống
- Noah Emmerich trong vai Louis Coltrane (Marlon/bạn thân nhất của Truman)
- Natascha McElhone trong vai Lauren/Sylvia: Sylvia gặp Truman khi đóng vai Lauren - bạn cùng trường đại học, vốn chỉ là nhân vật quần chúng nhưng Truman lại phải lòng cô
- Holland Taylor trong vai mẹ của Truman (do một diễn viên trong chương trình thủ vai)
- Brian Delate trong vai cha của Truman (do một diễn viên trong chương trình thủ vai)
- Una Damon trong vai Chloe - trợ lý điều khiển phòng thu của Christof
- Paul Giamatti trong vai đạo diễn phòng điều khiển
- Philip Baker Hall trong vai giám đốc kênh truyền hình
- Peter Krause trong vai sếp của Truman (do một diễn viên trong chương trình thủ vai)
- John Pleshette trong vai giám đốc kênh truyền hình
- Heidi Schanz trong vai Vivien - người phụ nữ được sắp đặt để trở thành tình yêu mới của Truman sau Meryl (do một diễn viên trong chương trình thủ vai)
- Harry Shearer trong vai Mike Michaelson - người dẫn chương trình trò chuyện trên TV
- Blair Slater trong vai Truman lúc nhỏ

## Sản xuất

### Phát triển

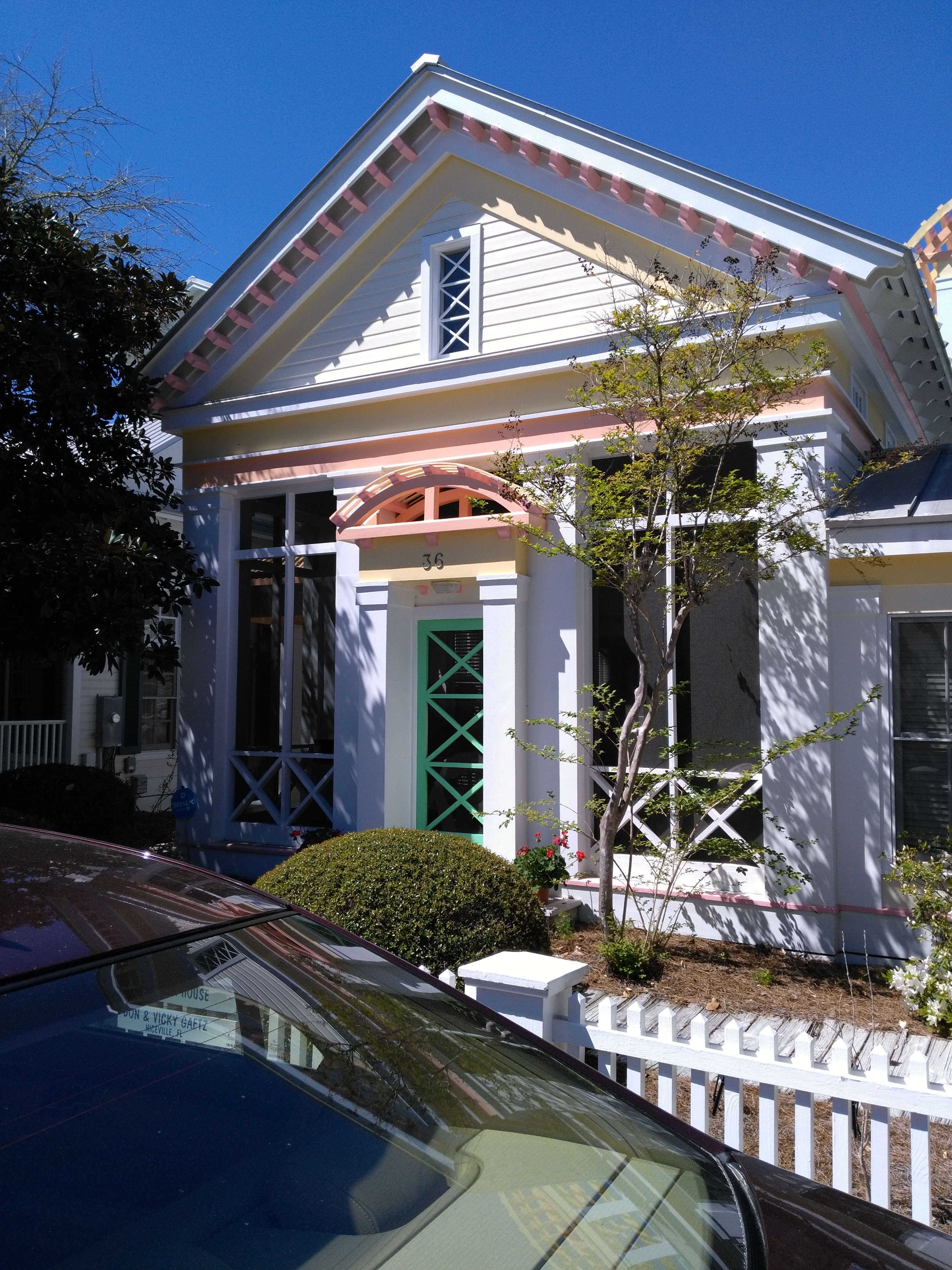
Ngôi nhà này tại Seaside, Florida, chính là nhà của Truman trong phim. Căn nhà thuộc sở hữu của gia tộc Gaetz - một gia tộc chính trị gia Mỹ bao gồm Don và Matt Gaetz.

Tháng 5 năm 1991, Andrew Niccol hoàn thành đề cương phim (film treatment) một trang có nhan đề The Malcolm Show. Bản thảo đầu tiên mang đậm chất giật gân khoa học viễn tưởng với bối cảnh đặt tại thành phố New York. Niccol chia sẻ: "Tôi nghĩ ai cũng từng nghi ngờ tính chân thực trong cuộc sống của mình. Giống như khi trẻ con hỏi liệu chúng có phải con nuôi không." Mùa thu năm 1993, nhà sản xuất Scott Rudin mua lại kịch bản với giá hơn 1 triệu USD. Paramount Pictures đồng ý phân phối với điều kiện Niccol sẽ làm đạo diễn - dù hãng phim lo ngại kinh phí dự kiến 80 triệu USD là quá lớn với một đạo diễn mới. Ngoài ra, Paramount muốn mời đạo diễn hạng A và trả thêm tiền để Niccol "rút lui". Brian De Palma suýt ký hợp đồng đạo diễn trước khi rời United Talent Agency (UTA) vào tháng 3 năm 1994. Các đạo diễn được cân nhắc sau đó gồm Tim Burton, Sam Raimi, Terry Gilliam, David Cronenberg, Barry Sonnenfeld và Steven Spielberg trước khi Peter Weir chính thức tham gia đầu năm 1995, theo đề xuất của Niccol. Bryan Singer  cũng muốn làm đạo diễn nhưng Paramount quyết định chọn Weir dày dặn kinh nghiệm hơn.
Weir muốn phim hài hước hơn, cho rằng kịch bản của Niccol quá u ám: "Chỗ nào [Niccol]] làm phim trầm lắng, tôi có thể thổi sức sống vào. Khán giả phải tin rằng họ có thể xem chương trình này 24/7." Niccol viết lại 16 bản thảo trước khi nhận được cái gật đầu của Weir để bấm máy. Cuối năm 1995, Jim Carrey ký hợp đồng đóng chính, nhưng do bận quay The Cable Guy và Liar Liar, anh không thể bắt đầu ghi hình trong ít nhất một năm. Weir tin Carrey hoàn hảo cho vai diễn nên kiên nhẫn chờ đợi thay vì tìm người thay thế. Niccol tiếp tục chỉnh sửa kịch bản 12 lần nữa, trong khi Weir soạn một cuốn sách giả tưởng về lịch sử chương trình. Ông xây dựng tiểu sử nhân vật và khuyến khích diễn viên làm tương tự.
Weir tìm bối cảnh ở Đông Florida nhưng không hài lòng. Trường quay Universal Studios được đặt trước để dựng thị trấn Seahaven, cho đến khi Wendy Stites (vợ Weir) giới thiệu ông với Seaside, Florida, một khu đô thị quy hoạch bài bản ở Florida Panhandle. Văn phòng tiền kỳ lập tức được mở tại Seaside - nơi ghi hình chính. Cảnh nhà Truman quay tại dinh thự của gia đình Gaetz (gồm Thượng nghị sĩ Florida Don Gaetz và Dân biểu Matt Gaetz). Cảnh nhà máy điện hạt nhân Seahaven quay tại Lansing Smith Generating Plant ở Lynn Haven (lúc ấy do Gulf Power vận hành). Một số phân cảnh khác quay tại Los Angeles, California. Tranh Norman Rockwell và bưu thiếp thập niên 1960 được lấy làm cảm hứng thiết kế. Weir cùng Peter Biziou và Dennis Gassner nghiên cứu kỹ thuật giám sát để thực hiện các góc máy đặc biệt.

### Tuyển diễn viên
Dù Robin Williams từng được cân nhắc cho vai Truman, Weir đã chọn Carrey sau khi xem anh trong Ace Ventura: Pet Detective, nhận xét rằng diễn xuất của Carrey gợi cho ông nhớ về Charlie Chaplin. Gary Oldman cũng từng thử vai. Carrey nhận vai này để thoát khỏi hình ảnh diễn viên hài bị đóng khung (typecast), chứng minh khả năng diễn đa dạng của mình. Dù thù lao thường nhận là 20 triệu USD/phim, lần này Carrey chỉ nhận 12 triệu USD cho The Truman Show. Anh cũng thừa nhận đây là vai diễn anh đồng ý nhanh nhất. Carrey tự sáng tạo nhiều chi tiết, bao gồm cảnh Truman tuyên bố trước gương: "hành tinh Trumania thuộc thiên hà Burbank".
Ban đầu, Dennis Hopper được chọn vào vai Christof nhưng rời dự án tháng 4 năm 1997 ngay khi bấm máy do "bất đồng sáng tạo". Hopper sau tiết lộ bị sa thải sau hai ngày vì Weir và nhà sản xuất Scott Rudin thỏa thuận sẽ thay thế nếu cả hai không hài lòng với diễn xuất của ông. Nhiều diễn viên từ chối vai này sau khi Hopper rời đi, cho đến khi Ed Harris đồng ý thay thế sau cuộc gặp ở Malibu. Harris từng đề xuất biến Christof thành nhân vật gù lưng nhưng bị Weir bác bỏ.
Sau khi trúng vai diễn viên đóng giả Meryl (vợ Truman), Laura Linney đã nghiên cứu catalog của Sears những năm 1950 để xây dựng dáng điệu cho nhân vật.

### Ghi hình
Công tác ghi hình diễn ra từ ngày 9 tháng 12 năm 1996 đến 21 tháng 4 năm 1997. Phong cách hình ảnh tổng thể chịu ảnh hưởng từ truyền hình, đặc biệt là các quảng cáo: Nhiều cảnh quay có nhân vật nghiêng người về phía ống kính với đôi mắt mở to, và các cảnh nội thất được chiếu sáng mạnh vì Weir muốn nhắc khán giả rằng "trong thế giới này, mọi thứ đều có thể mua bán". Đội ngũ hiệu ứng hình ảnh gặp không ít khó khăn khi thực hiện phim vì năm 1997 là thời điểm nhiều công ty hiệu ứng đang chuyển đổi sang công nghệ đồ họa máy tính (CGI). CGI được sử dụng để tạo các phần thân trên của một số tòa nhà lớn trong khu trung tâm thành phố. Craig Barron (một trong các giám sát hiệu ứng) cho biết các mô hình kỹ thuật số này không cần quá chi tiết và thể hiện dấu vết thời gian như thông thường, do tính chất nhân tạo của toàn bộ thị trấn, mặc dù chúng vẫn mô phỏng những khiếm khuyết nhỏ trên các tòa nhà thực.

## Nhạc phim
Album soundtrack The Truman Show: Music from the Motion Picture do Burkhard Dallwitz sáng tác. Dallwitz được lựa chọn sau khi Peter Weir nghe thử băng ghi âm tác phẩm của ông trong thời gian hậu kỳ tại Úc. Một số phần nhạc nền khác do Philip Glass sáng tác. Philip Glass cũng xuất hiện trong phim khi trình diễn bản nhạc "Truman Sleeps" do chính ông sáng tác.
Album còn bao gồm: Chương 2 (Romanze-Larghetto) từ bản Concerto số 1 cho piano của Frédéric Chopin, do dàn nhạc New Symphony Orchestra of London thể hiện dưới sự chỉ huy của Stanisław Skrowaczewski cùng nghệ sĩ piano Artur Rubinstein; Father Kolbe's Preaching của Wojciech Kilar do Dàn nhạc giao hưởng quốc gia Warszawa thể hiện; và bài hát 20th Century Boy do ban nhạc rockabilly The Big Six trình bày.

## Chủ đề

### Phương tiện truyền thông
Đạo diễn Peter Weir nhận xét về việc The Truman Show tiên đoán sự trỗi dậy của truyền hình thực tế.
Bài nghiên cứu của Ronald Bishop trên Journal of Communication Inquiry cho rằng The Truman Show phơi bày sức mạnh của truyền thông. Cuộc đời Truman truyền cảm hứng cho khán giả toàn cầu, đồng nghĩa với việc cuộc sống họ bị chi phối bởi chính anh. Bishop nhận định: "Cuối cùng, quyền lực truyền thông được khẳng định hơn là thách thức. Theo tinh thần khái niệm bá quyền của Antonio Gramsci, những bộ phim và chương trình truyền hình này chiếm đoạt sự mê hoặc (và vỡ mộng) của chúng ta với truyền thông rồi bán lại chính chúng ta."
Nhà báo Erik Sofge suy đoán câu chuyện phim phản ánh tính giả tạo của truyền hình thực tế: "Truman chỉ đơn giản tồn tại và sức hút của chương trình nằm ở sự soi mói trần trụi. Giống như Big Brother, Survivor và mọi chương trình thực tế khác, không gì trong môi trường của anh là thật." Weir tuyên bố: "Luôn tồn tại câu hỏi: Khán giả có đang trở nên tầm thường hơn? Hay các nhà làm phim đang coi thường họ? Đây là điều họ muốn hay điều chúng ta áp đặt? Nhưng công chúng đã đổ xô đến rạp xem phim của tôi. Đó phải là tín hiệu đáng mừng."
Trong tiểu luận "Reading The Truman Show inside out" (tạm dịch: Đọc The Truman Show từ trong ra ngoài), Simone Knox lập luận rằng bản thân bộ phim cố gắng xóa nhòa ranh giới giữa góc nhìn khách quan và chương trình-trong-phim. Knox còn vẽ sơ đồ bố trí camera cho cảnh mở đầu phim.

### Diễn giải theo phân tâm học
Một bài luận đăng trên Tạp chí phân tâm học quốc tế phân tích Truman "là một hình mẫu thanh thiếu niên điển hình khi bộ phim bắt đầu. Anh cảm thấy bị mắc kẹt trong thế giới gia đình và xã hội - nơi anh cố gắng tuân theo nhưng không thể hoàn toàn hòa nhập, tin rằng mình không có lựa chọn nào khác (ngoại trừ ảo tưởng trốn đến một hòn đảo xa xôi). Cuối cùng, Truman đạt đủ nhận thức về tình trạng của mình để 'rời khỏi nhà' - phát triển một bản sắc trưởng thành và chân thực hơn khi trở thành người lớn, bỏ lại đứa trẻ trong mình và trở thành một True-man (Con người đích thực)."
Nhân dịp Liên hoan phim Cannes 2022, áp phích chính thức của sự kiện đã tôn vinh bộ phim và cảnh cuối phim, với thông điệp trên trang web chính thức: "The Truman Show (1998) của Peter Weir và Andrew Niccol là sự phản chiếu hiện đại về hang động Plato và cảnh phim mang tính quyết định này thúc giục khán giả không chỉ trải nghiệm ranh giới giữa thực tại và biểu đạt, mà còn suy ngẫm về sức mạnh của hư cấu - giữa thao túng và thanh tẩy."

### Tương đồng vớiUtopia
Có thể tìm thấy sự song song giữa The Truman Show và tác phẩm Utopia (1956) của Thomas More - trong sách More mô tả một hòn đảo chỉ có một lối vào và một lối ra duy nhất. Chỉ những người thuộc về hòn đảo này mới biết cách đi qua các lối đi hiểm trở một cách an toàn. Tình huống này tương đồng với The Truman Show khi thế giới Truman biết đến cũng có những lối vào hạn chế. Truman không thuộc về xã hội không tưởng mà anh bị đặt vào và chấn thương thời thơ ấu khiến anh sợ hãi việc rời khỏi cộng đồng nhỏ bé này. Các mô hình không tưởng trong quá khứ thường bao gồm những cá nhân cùng chí hướng có nhiều điểm chung, tương tự như Utopia của More hay các cộng đồng đời thực như Shakers và Oneida. Rõ ràng, những người trong thế giới của Truman cũng đồng lòng trong nỗ lực che giấu sự thật khỏi anh. Bối cảnh ngoại ô với "hàng rào trắng" (picket fence) trong phim gợi nhớ đến "Giấc mơ Mỹ" ở thập niên 1950 - một công cụ nhằm giữ Truman trong trạng thái hạnh phúc và ngu muội.

### Thuyết ngộ đạo

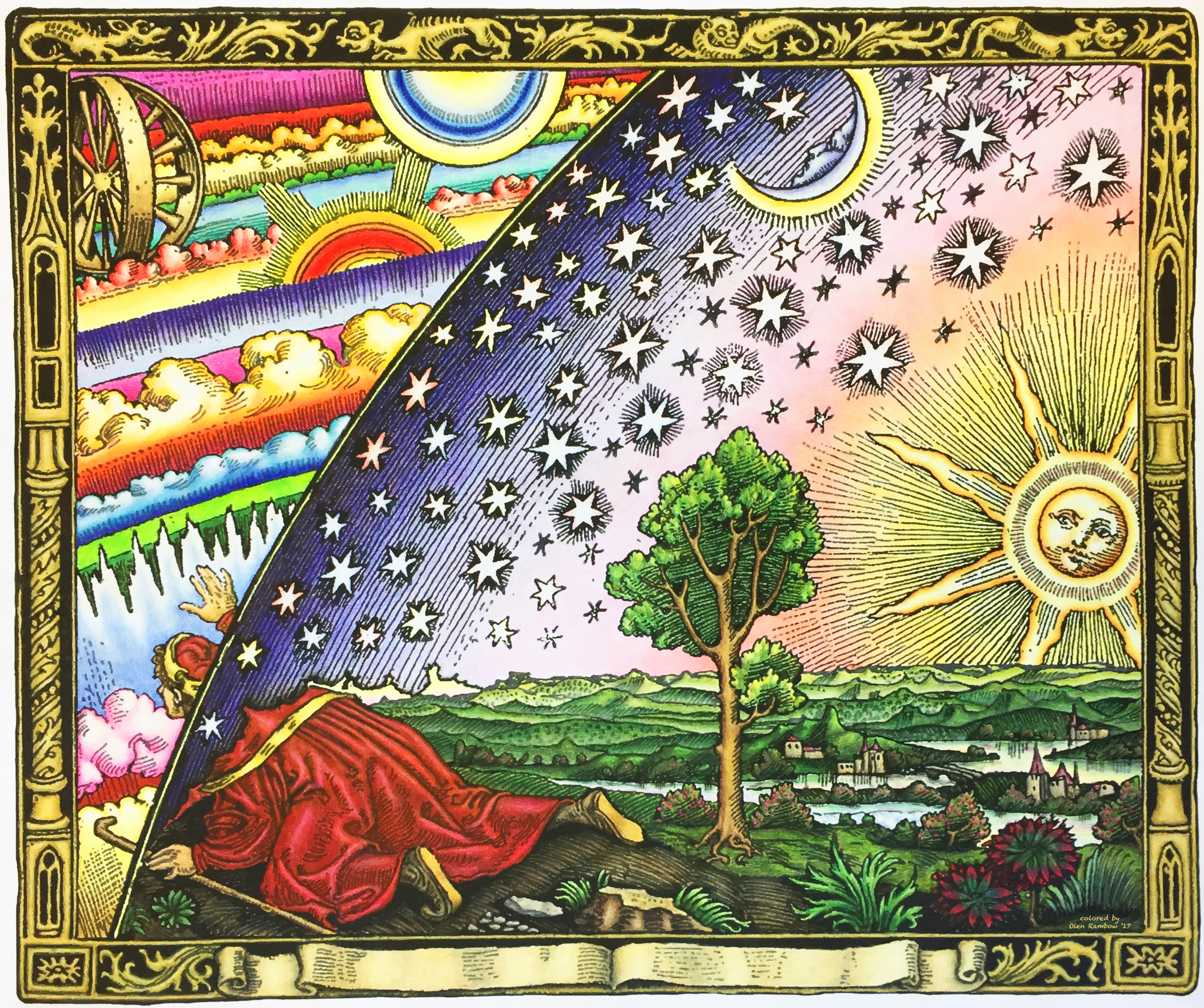
Bản khắc gỗ Flammarion mô tả một người chui qua rìa thế giới

The Truman Show mang những chủ đề có thể được diễn giải theo thuyết ngộ đạo, đặc biệt qua biểu tượng cảnh Truman thoát khỏi thế giới - hình ảnh tương đồng rõ rệt với bản khắc gỗ Flammarion mô tả một người chui qua rìa thế giới. Dần dần, Truman nhận ra sự thật và giống như nhân vật trong bản khắc Flammarion, anh khám phá đường nối nhân tạo giữa bầu trời và biển cả, tự hỏi điều gì ẩn giấu sau tấm màn vải rách kia.   

## Phát hành
Với lịch ra rạp ban đầu dự kiến là ngày 8 tháng 8 năm 1997, bộ phim đã bị hoãn phát hành hai lần: đầu tiên lùi sang ngày 14 tháng 11 năm 1997, sau đó dời tiếp đến mùa hè năm 1998. Đài NBC đã mua bản quyền phát sóng truyền hình vào tháng 12 năm 1997 - khoảng 8 tháng trước khi phim ra mắt. Đến tháng 3 năm 2000, Turner Broadcasting System tiếp quản bản quyền và hiện phát sóng bộ phim trên kênh TBS.

### Băng đĩa tại gia
Paramount Home Entertainment phát hành phim dưới định dạng VHS vào ngày 12 tháng 1 năm 1999, tiếp theo là DVD vào ngày 26 tháng 1 cùng năm và tái phát hành "Phiên bản Đặc biệt" (Special Edition) vào ngày 23 tháng 8 năm 2005. Sau đó, phim được phát hành trên Blu-ray vào ngày 30 tháng 12 năm 2008. Nhân kỷ niệm 25 năm phát hành, phiên bản Ultra HD Blu-ray đã ra mắt vào ngày 4 tháng 7 năm 2023.

## Đón nhận

### Doanh thu phòng vé
The Truman Show thu về 125,6 triệu USD tại thị trường nội địa (Mỹ và Canada) và 138,5 triệu USD ở các quốc gia khác, nâng tổng doanh thu toàn cầu lên 264,1 triệu USD, so với kinh phí sản xuất 60 triệu USD. Phim giữ vị trí số 1 tại phòng vé Bắc Mỹ trong hai tuần đầu và nằm trong top 10 suốt bảy tuần liên tiếp.

### Đánh giá chuyên môn
Bộ phim nhận được sự đánh giá cao từ giới phê bình. Trên trang web tổng hợp đánh giá Rotten Tomatoes, 94%% trong số 162 bài phê bình được xác định là tích cực, với điểm trung bình là 8.5/10.  Nhìn chung các nhà bình luận đều đồng thuận ở nội dung: "Vừa hài hước, xúc động vừa kích thích tư duy, The Truman Show càng đáng chú ý hơn nhờ tầm nhìn tiên tri về văn hóa ngôi sao quá độ và một xã hội khát chi tiết đời tư của những cuộc đời bình thường." Trang Metacritic sử dụng công thức bình quân gia quyền, đã chấm bộ phim số điểm 90/100 dựa trên 30 nhà phê bình, cho thấy "sự tán dương rộng rãi".
Roger Ebert chấm trọn 4 sao, so sánh phim với Forrest Gump khi cân bằng tốt giữa hài kịch và chính kịch. Ông cũng ấn tượng với diễn xuất kịch tính của Jim Carrey. Kenneth Turan từ Los Angeles Times nhận xét: "The Truman Show vừa lay động cảm xúc vừa đặt ra những câu hỏi châm biếm sắc sảo, đồng thời mang lại vô số tiếng cười. Hiếm có bộ phim nào gây ám ảnh dù vận hành hoàn hảo trong khuôn khổ công nghiệp điện ảnh thông thường." Ông xếp đây là phim hay nhất năm 1998. Tháng 6 năm 2010, Entertainment Weekly vinh danh Truman là một trong 100 nhân vật vĩ đại nhất 20 năm qua.
James Berardinelli đánh giá cao cách phim "không chạy theo mô hình bom tấn hè với hiệu ứng hoành tráng", ví diễn xuất "cuốn hút, tinh tế và hiệu quả" của Carrey ngang tầm Tom Hanks hay James Stewart. Jonathan Rosenbaum (Chicago Reader) nhận định: "Không thể phủ nhận tính khiêu khích và giải trí hợp lý, The Truman Show thuộc dạng phim ý tưởng lớn mà bản thân ý tưởng vừa thông minh vừa ngờ nghệch." Tom Meek (Film Threat) cho rằng phim "chưa đủ hài hước" nhưng vẫn tìm thấy "điều gì đó đáng giá trong phong thái lập dị của tác phẩm".

### Giải thưởng
| Giải thưởng                                           | Hạng mục                                                 | Tác phẩm/người được đề cử                                                                                                   | Kết quả   | Ct.    |
| ----------------------------------------------------- | -------------------------------------------------------- | --- | --------- | ------ |
| Giải Oscar                                            | Đạo diễn xuất sắc nhất                                   | Peter Weir | Đề cử     | [ 62 ] |
| Giải Oscar                                            | Nam diễn viên phụ xuất sắc nhất                          | Ed Harris | Đề cử     | [ 62 ] |
| Giải Oscar                                            | Kịch bản gốc xuất sắc nhất                               | Andrew Niccol | Đề cử     | [ 62 ] |
| American Comedy Awards                                | Nam diễn viên chính hài hước nhất                        | Jim Carrey | Đề cử     |        |
| Giải thưởng điện ảnh và truyền hình ASCAP             | Top phim đứng đầu phòng vé                               | Burkhard Dallwitz và Philip Glass                                                                                           | Đoạt giải |        |
| Australasian Performing Right Association Awards      | Nhạc nền phim xuất sắc nhất                              | Burkhard Dallwitz | Đề cử     |        |
| Giải thưởng Viện phim Úc                              | Phim ngoại ngữ xuất sắc nhất                             | Peter Weir và Scott Rudin                                                                                                   | Đoạt giải |        |
| Blockbuster Entertainment Awards                      | Nam diễn viên phim chính kịch xuất sắc nhất              | Jim Carrey | Đề cử     |        |
| Blockbuster Entertainment Awards                      | Nam diễn viên phụ phim chính kịch xuất sắc nhất          | Ed Harris | Đoạt giải |        |
| Blockbuster Entertainment Awards                      | Nữ diễn viên phim chính kịch xuất sắc nhất               | Laura Linney | Đề cử     |        |
| Giải BAFTA                                            | Phim xuất sắc nhất                                       | Scott Rudin, Andrew Niccol, Edward S. Feldman và Adam Schroeder                                                             | Đề cử     | [ 63 ] |
| Giải BAFTA                                            | Đạo diễn xuất sắc nhất                                   | Peter Weir | Đoạt giải | [ 63 ] |
| Giải BAFTA                                            | Nam diễn viên phụ xuất sắc nhất                          | Ed Harris | Đề cử     | [ 63 ] |
| Giải BAFTA                                            | Kịch bản gốc xuất sắc nhất                               | Andrew Niccol | Đoạt giải | [ 63 ] |
| Giải BAFTA                                            | Quay phim xuất sắc nhất                                  | Peter Biziou | Đề cử     | [ 63 ] |
| Giải BAFTA                                            | Thiết kế sản xuất xuất sắc nhất                          | Dennis Gassner | Đoạt giải | [ 63 ] |
| Giải BAFTA                                            | Hiệu ứng hình ảnh đặc biệt xuất sắc nhất                 | Michael J. McAlister, Brad Kuehn, Craig Barron và Peter Chesney                                                             | Đề cử     | [ 63 ] |
| Giải thưởng Hội quay phim Anh                         | Quay phim điện ảnh chiếu rạp xuất sắc nhất               | Peter Biziou | Đề cử     | [ 64 ] |
| Giải Hiệp hội phê bình phim Chicago                   | Phim xuất sắc nhất                                       | Phim xuất sắc nhất | Đề cử     | [ 65 ] |
| Giải Hiệp hội phê bình phim Chicago                   | Đạo diễn xuất sắc nhất                                   | Peter Weir | Đề cử     | [ 65 ] |
| Giải Hiệp hội phê bình phim Chicago                   | Nam diễn viên xuất sắc nhất                              | Jim Carrey | Đề cử     | [ 65 ] |
| Giải Hiệp hội phê bình phim Chicago                   | Kịch bản xuất sắc nhất                                   | Andrew Niccol | Đề cử     | [ 65 ] |
| Giải Hiệp hội phê bình phim Chicago                   | Nhạc nền phim xuất sắc nhất                              | Burkhard Dallwitz | Đoạt giải | [ 65 ] |
| Giải Chlotrudis                                       | Kịch bản xuất sắc nhất                                   | Andrew Niccol | Đề cử     | [ 66 ] |
| Giải Nghiệp đoàn thiết kế phục trang                  | Thành tựu trong thiết kế phục trang cho phim điện ảnh    | Marilyn Matthews | Đề cử     | [ 67 ] |
| Giải Lựa chọn của giới phê bình điện ảnh              | Phim xuất sắc nhất                                       | Phim xuất sắc nhất | Đề cử     | [ 68 ] |
| Hiệp hội phê bình phim Dallas–Fort Worth              | Phim xuất sắc nhất                                       | Phim xuất sắc nhất | Đề cử     |        |
| Hiệp hội phê bình phim Dallas–Fort Worth              | Nam diễn viên xuất sắc nhất                              | Jim Carrey | Đoạt giải |        |
| Giải Nghiệp đoàn đạo diễn Mỹ                          | Đạo diễn phim điện ảnh xuất sắc nhất                     | Peter Weir | Đề cử     | [ 69 ] |
| Giải Empire                                           | Phim xuất sắc nhất                                       | Phim xuất sắc nhất | Đề cử     | [ 70 ] |
| Giải thưởng Điện ảnh châu Âu                          | Phim ngoài châu Âu xuất sắc nhất                         | Peter Weir | Đoạt giải |        |
| Giải Hiệp hội phê bình phim Úc                        | Phim ngoại ngữ xuất sắc nhất                             | Phim ngoại ngữ xuất sắc nhất                                                                                                | Đoạt giải |        |
| Giải Hiệp hội phê bình phim Florida                   | Đạo diễn xuất sắc nhất                                   | Peter Weir | Đoạt giải | [ 71 ] |
| Fotogramas de Plata                                   | Phim ngoại ngữ xuất sắc nhất                             | Phim ngoại ngữ xuất sắc nhất                                                                                                | Đoạt giải |        |
| Giải Quả cầu vàng                                     | Phim chính kịch hay nhất                                 | Phim chính kịch hay nhất | Đề cử     | [ 72 ] |
| Giải Quả cầu vàng                                     | Nam diễn viên phim chính kịch xuất sắc nhất              | Jim Carrey | Đoạt giải | [ 72 ] |
| Giải Quả cầu vàng                                     | Nam diễn viên điện ảnh phụ xuất sắc nhất                 | Ed Harris | Đoạt giải | [ 72 ] |
| Giải Quả cầu vàng                                     | Đạo diễn xuất sắc nhất                                   | Peter Weir | Đề cử     | [ 72 ] |
| Giải Quả cầu vàng                                     | Kịch bản xuất sắc nhất                                   | Andrew Niccol | Đề cử     | [ 72 ] |
| Giải Quả cầu vàng                                     | Nhạc nền phim xuất sắc nhất                              | Burkhard Dallwitz và Philip Glass                                                                                           | Đoạt giải | [ 72 ] |
| Golden Reel Awards                                    | Biên tập âm thanh phim điện ảnh nước ngoài xuất sắc nhất | Lee Smith, Karin Whittington, Rick Lisle, Peter Townend, Tim Jordan, Andrew Plain, Nicholas Breslin và Maureen Rodbard-Bean | Đề cử     |        |
| Giải Hugo                                             | Tác phẩm chuyển thể kịch tính dạng dài xuất sắc nhất     | Peter Weir và Andrew Niccol                                                                                                 | Đoạt giải | [ 73 ] |
| Kids' Choice Awards                                   | Nam diễn viên điện ảnh yêu thích                         | Jim Carrey | Đề cử     |        |
| Hiệp hội phê bình phim Luân Đôn                       | Phim của năm                                             | Phim của năm | Đoạt giải |        |
| Hiệp hội phê bình phim Luân Đôn                       | Đạo diễn của năm                                         | Peter Weir | Đoạt giải |        |
| Hiệp hội phê bình phim Luân Đôn                       | Biên kịch của năm                                        | Andrew Niccol | Đoạt giải |        |
| Giải Hiệp hội phê bình phim Los Angeles               | Thiết kế sản xuất xuất sắc nhất                          | Dennis Gassner | Á quân    | [ 74 ] |
| Movieguide Awards                                     | Grace Award                                              | Jim Carrey | Đoạt giải |        |
| Giải thưởng Điện ảnh MTV                              | Phim xuất sắc nhất                                       | Phim xuất sắc nhất | Đề cử     |        |
| Giải thưởng Điện ảnh MTV                              | Nam diễn viên xuất sắc nhất                              | Jim Carrey | Đoạt giải |        |
| Nastro d'Argento                                      | Đạo diễn nước ngoài xuất sắc nhất                        | Peter Weir | Đề cử     |        |
| Nastro d'Argento                                      | Nam diễn viên lồng tiếng xuất sắc nhất                   | Roberto Pedicini (nhờ lồng tiếng Jim Carrey)                                                                                | Đoạt giải |        |
| Ủy ban Quốc gia về phê bình điện ảnh                  | Nam diễn viên phụ xuất sắc nhất                          | Ed Harris | Đoạt giải | [ 75 ] |
| Giải Hiệp hội phim điện ảnh và truyền hình trực tuyến | Phim xuất sắc nhất                                       | Scott Rudin, Andrew Niccol, Edward S. Feldman và Adam Schroeder                                                             | Đề cử     | [ 76 ] |
| Giải Hiệp hội phim điện ảnh và truyền hình trực tuyến | Phim chính kịch xuất sắc nhất                            | Scott Rudin, Andrew Niccol, Edward S. Feldman và Adam Schroeder                                                             | Đề cử     | [ 76 ] |
| Giải Hiệp hội phim điện ảnh và truyền hình trực tuyến | Đạo diễn xuất sắc nhất                                   | Peter Weir | Đề cử     | [ 76 ] |
| Giải Hiệp hội phim điện ảnh và truyền hình trực tuyến | Nam diễn viên xuất sắc nhất                              | Jim Carrey | Đề cử     | [ 76 ] |
| Giải Hiệp hội phim điện ảnh và truyền hình trực tuyến | Nam diễn viên phim chính kịch xuất sắc nhất              | Jim Carrey | Đề cử     | [ 76 ] |
| Giải Hiệp hội phim điện ảnh và truyền hình trực tuyến | Nam diễn viên phụ xuất sắc nhất                          | Ed Harris | Đề cử     | [ 76 ] |
| Giải Hiệp hội phim điện ảnh và truyền hình trực tuyến | Kịch bản gốc xuất sắc nhất                               | Andrew Niccol | Đề cử     | [ 76 ] |
| Giải Hiệp hội phim điện ảnh và truyền hình trực tuyến | Quay phim xuất sắc nhất                                  | Peter Biziou | Đề cử     | [ 76 ] |
| Giải Hiệp hội phim điện ảnh và truyền hình trực tuyến | Dựng phim xuất sắc nhất                                  | William M. Anderson và Lee Smith                                                                                            | Đề cử     | [ 76 ] |
| Giải Hiệp hội phim điện ảnh và truyền hình trực tuyến | Thiết kế sản xuất xuất sắc nhất                          | Dennis Gassner và Nancy Haigh                                                                                               | Đề cử     | [ 76 ] |
| Giải Hiệp hội phim điện ảnh và truyền hình trực tuyến | Nhạc nền phim xuất sắc nhất                              | Burkhard Dallwitz và Philip Glass                                                                                           | Đoạt giải | [ 76 ] |
| Giải Hiệp hội phim điện ảnh và truyền hình trực tuyến | Âm thanh xuất sắc nhất                                   | Âm thanh xuất sắc nhất | Đề cử     | [ 76 ] |
| Giải Hiệp hội phim điện ảnh và truyền hình trực tuyến | Tập thể diễn viên xuất sắc nhất                          | Tập thể diễn viên xuất sắc nhất                                                                                             | Đề cử     | [ 76 ] |
| Giải Hiệp hội phim điện ảnh và truyền hình trực tuyến | Tập thể diễn viên phim chính kịch xuất sắc nhất          | Tập thể diễn viên phim chính kịch xuất sắc nhất                                                                             | Đề cử     | [ 76 ] |
| Giải Hiệp hội phim điện ảnh và truyền hình trực tuyến | Cảnh chạy chữ xuất sắc nhất                              | Cảnh chạy chữ xuất sắc nhất                                                                                                 | Đoạt giải | [ 76 ] |
| Giải Hiệp hội phim điện ảnh và truyền hình trực tuyến | Khoảnh khắc điện ảnh xuất sắc nhất                       | "Truman quyết định số phận sau khi trò chuyện với Christof"                                                                 | Đề cử     | [ 76 ] |
| Giải Hiệp hội phim điện ảnh và truyền hình trực tuyến | Đại sảnh danh vọng điện ảnh                              | Đại sảnh danh vọng điện ảnh                                                                                                 | Ghi danh  | [ 77 ] |
| Giải thưởng Hiệp hội phê bình phim trực tuyến         | Phim xuất sắc nhất                                       | Phim xuất sắc nhất | Đề cử     | [ 78 ] |
| Giải thưởng Hiệp hội phê bình phim trực tuyến         | Đạo diễn xuất sắc nhất                                   | Peter Weir | Đề cử     | [ 78 ] |
| Giải thưởng Hiệp hội phê bình phim trực tuyến         | Nam diễn viên phụ xuất sắc nhất                          | Ed Harris | Đề cử     | [ 78 ] |
| Giải thưởng Hiệp hội phê bình phim trực tuyến         | Kịch bản xuất sắc nhất                                   | Andrew Niccol | Đoạt giải | [ 78 ] |
| Giải thưởng Hiệp hội phê bình phim trực tuyến         | Dựng phim xuất sắc nhất                                  | William M. Anderson và Lee Smith                                                                                            | Đề cử     | [ 78 ] |
| Giải Robert                                           | Phim Mỹ xuất sắc nhất                                    | Peter Weir | Đoạt giải |        |
| Giải Vệ Tinh                                          | Chỉ đạo nghệ thuật xuất sắc nhất                         | Dennis Gassner | Đoạt giải | [ 79 ] |
| Giải Sao Thổ                                          | Phim kỳ ảo xuất sắc nhất                                 | Phim kỳ ảo xuất sắc nhất | Đoạt giải | [ 80 ] |
| Giải Sao Thổ                                          | Nam diễn viên chính xuất sắc nhất                        | Jim Carrey | Đề cử     | [ 80 ] |
| Giải Sao Thổ                                          | Nam diễn viên phụ xuất sắc nhất                          | Ed Harris | Đề cử     | [ 80 ] |
| Giải Sao Thổ                                          | Đạo diễn xuất sắc nhất                                   | Peter Weir | Đề cử     | [ 80 ] |
| Giải Sao Thổ                                          | Kịch bản xuất sắc nhất                                   | Andrew Niccol | Đoạt giải | [ 80 ] |
| Giải thưởng Hiệp hội phê bình phim Southeastern       | Phim xuất sắc nhất                                       | Phim xuất sắc nhất | Hạng ba   | [ 81 ] |
| Giải thưởng Hiệp hội phê bình phim Southeastern       | Đạo diễn xuất sắc nhất                                   | Peter Weir | Đề cử     | [ 81 ] |
| Giải thưởng Hiệp hội phê bình phim Southeastern       | Nam diễn viên phụ xuất sắc nhất                          | Ed Harris | Đoạt giải | [ 81 ] |
| Giải Hiệp hội phê bình phim Thổ Nhĩ Kỳ                | Phim ngoại ngữ xuất sắc nhất                             | Phim ngoại ngữ xuất sắc nhất                                                                                                | Hạng ba   |        |
| Liên hoan phim quốc tế Valladolid                     | Golden Spike                                             | Peter Weir | Đề cử     |        |
| Giải Nghiệp đoàn biên kịch Mỹ                         | Kịch bản gốc xuất sắc nhất                               | Andrew Niccol | Đề cử     | [ 82 ] |
| Young Artist Awards                                   | Phim chính kịch gia đình xuất sắc nhất                   | Phim chính kịch gia đình xuất sắc nhất                                                                                      | Đề cử     | [ 83 ] |

## Di sản
Trong nhiều thập kỷ kể từ khi phát hành, cách The Truman Show khám phá đề tài giám sát và hiện thực nhân tạo đã được mô tả là "có tính tiên tri". Năm 2008, Popular Mechanics xếp The Truman Show vào danh sách 10 tác phẩm phim khoa học viễn tưởng có khả năng dự đoán tương lai chính xác nhất. Năm 2023, ACMI đã điểm lại những dự báo xã hội trong phim đã thành hiện thực, với nhà báo Anthony Frajman nhận định: "phim tiên đoán sự trỗi dậy của truyền hình thực tế, giám sát hàng loạt, mạng xã hội, marketing người có ảnh hưởng và nỗi ám ảnh ngày càng lớn của chúng ta với người nổi tiếng," cùng với "chu kỳ tin tức 24 giờ, quảng cáo đặt sản phẩm, mối quan hệ parasocial (một chiều), sự hòa trộn giữa giải trí và tin tức." Nhà báo Erik Sofje coi đây là sự trùng hợp kỳ lạ khi chương trình Big Brother ra mắt chỉ một năm sau phim, đồng thời so sánh với chương trình The Joe Schmo Show (2003): "Khác với Truman, Matt Gould có thể nhìn thấy camera, nhưng tất cả thí sinh khác đều là diễn viên được trả lương đóng vai các định kiến truyền hình thực tế. Dù Matt cuối cùng nhận mọi giải thưởng trong cuộc thi được dàn dựng, trò đùa xuyên suốt chương trình vẫn cùng chung mạch cảm hứng hiện sinh với The Truman Show."
Thiết kế bối cảnh Seahaven trong phim đã trở thành nguồn cảm hứng cho nhiều tác phẩm cùng chủ đề. Đạo diễn Greta Gerwig đã tham khảo ý kiến Weir khi xây dựng thế giới Barbie Land trong phim Barbie (2023) với ý tưởng tạo ra "một thế giới trường quay nội thất" gợi nhớ Seaheaven. Đạo diễn Jon M. Chu cũng tiết lộ The Truman Show ảnh hưởng đến cách khắc họa xứ Oz trong Wicked (2024): "Bộ phim giúp hình thành ý tưởng về tinh thần nổi loạn mà thế hệ trẻ đang khám phá... Bạn bắt đầu nhìn thấy sự thật đằng sau những điều có thể đã được dạy khác đi."

### Ảo giácThe Truman Show
Joel Gold (bác sĩ tâm thần tại Bệnh viện Bellevue) tiết lộ đến năm 2008, ông đã gặp năm bệnh nhân tâm thần phân liệt (và nghe kể về 12 trường hợp khác) tin rằng cuộc sống của họ là chương trình truyền hình thực tế. Gold đặt tên hội chứng là "Ảo giác The Truman Show" theo bộ phim, cho rằng nguyên nhân đến từ một thế giới quá đề cao sự nổi tiếng. Ông mô tả một số bệnh nhân cảm thấy hạnh phúc với ảo giác này, trong khi "những người khác bị dày vò". Một người đã đến New York để kiểm tra xem Trung tâm Thương mại Thế giới có thực sự sụp đổ hay không - tin rằng vụ 9/11 chỉ là tình tiết kịch tính trong cốt truyện đời mình. Người khác tìm đến Tượng Nữ thần Tự do với niềm tin sẽ đoàn tụ với bạn gái cũ ở đỉnh tượng và được giải thoát khỏi chương trình.
Tháng 8 năm 2008, Tạp chí Tâm thần học Anh ghi nhận các trường hợp tương tự tại Vương quốc Anh. Theo Associated Press (AP) năm 2008, hội chứng này còn được gọi không chính thức là "Hội chứng Truman".
Khi biết về hiện tượng này, Andrew Niccol bình luận: "Bạn biết mình đã thành công khi có một căn bệnh mang tên mình."

## Phần tiếp theo tiềm năng
Biên kịch Andrew Niccol từng đề xuất ý tưởng làm phần tiếp theo của The Truman Show dưới dạng loạt phim truyền hình. Đây là ý tưởng của ông:
Đã có đề xuất làm nhạc kịch – tin hay không tùy bạn – hoặc một loạt phim truyền hình. Khi chuyển thể sang hình thức nghệ thuật khác, tôi không nghĩ nó làm giảm giá trị bản gốc. Trong phiên bản phim truyền hình của tôi, tôi nghĩ sẽ rất thú vị nếu sau khi Truman bước qua cánh cửa bầu trời, khán giả đòi hỏi thêm (điều bạn cảm nhận được ở đoạn kết phim). Tôi hình dung sẽ có một mạng lưới truyền hình với nhiều kênh, mỗi kênh theo dõi một nhân vật được sinh ra ngay trong chương trình. Nếu đặt bối cảnh ở New York, sẽ có một cô gái sống ở Upper East Side, một chàng trai đến từ Harlem, một đứa trẻ từ khu Chinatown... Vì mỗi người có kênh riêng và vòng tròn xã hội riêng, họ không bao giờ được phép gặp nhau. Nhưng ở cuối mùa 1, chàng trai Harlem và cô gái giàu có bị thu hút bởi nhau. Cả hai cảm nhận đối phương hành xử khác biệt so với bất kỳ ai họ từng gặp... bởi lần đầu tiên, họ gặp một người không diễn! (Ở mùa 2, Mạng lưới sẽ tuyệt vọng ngăn cản mối tình này.)— Andrew Niccol